# Drosophila punctatonervosa
Drosophila punctatonervosa är en tvåvingeart som beskrevs av Frey 1954. Drosophila punctatonervosa ingår i släktet Drosophila och familjen daggflugor.
Artens utbredningsområde är Tristan da Cunha, Sankta Helena och Sydafrika.